# Ruisseau de Montépin
Le ruisseau de Montépin est un ruisseau situé dans le département de l'Ain, dans la région Auvergne-Rhône-Alpes, et un affluent gauche de la Grande Loëze, donc un sous-affluent du Rhône par la Saône.

## Géographie
D'une longueur de 2,1 kilomètres, le Montépin coule globalement du sud-est vers le nord-ouest. Il prend sa source sur la commune de Saint-Cyr-sur-Menthon à 197 mètres d'altitude.
Il conflue sur la commune de Bâgé-Dommartin avec la Petite Loëze qui va continuer son cours en tant que Grande Loëze.